# Fiat Bravo (2007)
Fiat Bravo — модель автомобиля, разработанная итальянской компанией Fiat и выпускавшаяся с 2007 по 2016 год. Является фактическим преемником модели Fiat Stilo (в 1995—2001 годах выпускалось семейство Fiat Bravo/Brava, от которого современный автомобиль унаследовал название). Впервые был представлен прессе в Риме в январе 2007 года, а позднее выставлен на Женевском автосалоне 2007 года. Выпускался на заводе Fiat в городе Кассино (регион Лацио, Италия). С 2010 года производство Bravo осуществлялось в Бразилии. В Австралии автомобиль продавался под названием Fiat Ritmo, так как торговая марка Bravo в этой стране принадлежит компании Mazda.
Дизайн автомобиля разработан Fiat Style Centre. Разработчиком значительного числа инженерных решений автомобиля была австрийская компания Magna Steyr, входящая в Magna International.

## Двигатели
Автомобили Fiat Bravo комплектовались тремя видами бензиновых двигателей, среди которых новые экономичные двигатели T-JET объёмом 1368 см³ с турбонаддувом. Также «Браво» оснащалось широкой линейкой современных дизельных двигателей. И бензиновые и дизельные двигатели соответствуют как минимум экологическим нормам «Евро-4».
| Модель           | Объём    | Мощность           | Разгон 0—100 км/ч | Примечание |
| ---------------- | -------- | ------------------ | ----------------- | ---------- |
| Бензиновые       |          |                    |                   |            |
| 1,4 16V S-JET    | 1368 см³ | 66 кВт (90 л.с.)   | 12,5 с            |            |
| 1,4 16V T-JET    | 1368 см³ | 88 кВт (120 л.с.)  | 9,6 с             | Turbo      |
| 1,4 16V T-JET    | 1368 см³ | 110 кВт (150 л.с.) | 8,5 с / 8,2 с     | Turbo      |
| Дизельные        |          |                    |                   |            |
| 1.6 16V M-JET    | 1598 см³ | 66 кВт (90 л.с.)   | 13,1 с            |            |
| 1.6 16V M-JET    | 1598 см³ | 77 кВт (105 л.с.)  | 11,3 с            |            |
| 1.6 16V M-JET    | 1598 см³ | 88 кВт (120 л.с.)  | 10,3 с            |            |
| 1.9 8V M-JET     | 1910 см³ | 66 кВт (90 л.с.)   | 12,5 с            |            |
| 1.9 8V M-JET     | 1910 см³ | 88 кВт (120 л.с.)  | 10,5 с            |            |
| 1.9 16V M-JET    | 1910 см³ | 110 кВт (150 л.с.) | 9,0 с             |            |
| 2,0 16V Multijet | 1956 см³ | 121 кВт (165 л.с.) | 8,2 с             |            |

## Безопасность
| Euro NCAP                                                              | Euro NCAP | Euro NCAP | Euro NCAP |
| ---------------------------------------------------------------------- | --------- | --------- | --------- |
| Рейтинги                                                               | Пассажир  |           | 33        |
| Рейтинги                                                               | Ребёнок   |           | 36        |
| Рейтинги                                                               | Пешеход   |           | 16        |
| Протестированная модель: Fiat Bravo 1.9 Multijet 'Dynamic', LHD (2007) |           |           |           |